# Bernardo Iglesias Tineo
Bernardo Iglesias Tineo (Astorga, 22 de febrer de 1815 - Madrid, 20 de març de 1882) va ser un comerciant, periodista i polític espanyol, diputat a Corts per la circumscripció de Lleó en les eleccions a Corts constituents de 1854. Membre del Partit Progressista, va seguir a Sagasta en les fundacions posteriors dels partits Constitucional i Liberal-Fusionista.
Va estudiar al seminari diocesà d'Astorga en el qual va tenir com a professor a Modesto Lafuente. A Madrid, on es va traslladar en 1839, va entrar en el cercle del maragato Cordero amb qui es va introduir en societats creditícies i financeres franco-espanyoles (Caja General de Imposiciones y Descuentos, Compañía General del Crédito Ibérico, Caja Universal de Ahorros y Operaciones Mercantiles i altres). Director el 1841 del diari esparterista El Espectador, finançat per Cordero, va haver d'exiliar-se a París quan després de l'atemptat frustrat contra Naraváez Cordero i els redactors d' El Espectador van ser acusats del seu finançament. En 1850, després de set anys d'exili, la seva mare va escriure des d'Astorga a la reina Isabel II sol·licitant que el seu fill fos comprès en l'amnistia de la qual havia estat exclòs i va dirigir una altra missiva a Narváez, demanant-li el perdó per a ell, perdó que li va atorgar, la qual cosa li va permetre retornar a Espanya.
L'abril del 1851 va entrar a formar part de la directiva del Partit Democràtic presidit per José María Orense. Durant el Bienni Progressista (1854-1856), en el qual va ser elegit diputat per Lleó, va ocupar simultàniament a l'acta de diputat els governs civils de Logronyo, Còrdova (de desembre de 1854 a agost de 1855), Valladolid (del 18 d'agost de 1855 a maig de 1856) i finalment València. Va ocupar de nou el govern civil de València amb el triomf de la Revolució de 1868 encara que només per uns dies perquè el 25 de setembre va ser designat governador civil de Barcelona. En l'acompliment d'aquest càrrec al gener de 1870 va ser condecorat amb la gran creu d'Isabel la Catòlica. Al juny de 1870 va marxar a Portugal com a cònsol d'Espanya a Lisboa, amb l'encàrrec de Prim d'oferir la corona d'Espanya a Fernando de Coburgo, rei vidu de Portugal, jugant la carta del paniberisme i pontejant a l'ambaixador, l'unionista Cipriano del Mazo, contrari a la candidatura portuguesa i partidari d'entregar la corona al duqc de Montpensier. Frustrada la seva missió a Lisboa per la categòrica negativa del comte de Bragança i havent despertat a Portugal els sentiments nacionalistes, Iglesias va tornar a ocupar el govern civil de Barcelona.
La seva actuació com a governador civil de Barcelona en aquesta segona etapa va concitar en contra seva a federalistes, internacionalistes i carlistes, que el van acusar d'arbitrarietat i d'atemptar contra els drets de reunió i d'associació, per l'expeditiu dels seus procediments, inclosa la dissolució d'ajuntaments, el tancament de periòdics i la prohibició de reunions de partit. En el Congrés dels Diputats Estanislau Figueras va interpel·lar a Sagasta per la detenció i expulsió a França de tres agents de la Internacional ordenada pel governador, i els republicans federals Eusebi Pascual i Casas i Baldomer Lostau i Prats així com els carlistes Cruz Ochoa i Lluís Maria de Llauder i de Dalmases, van presentar mocions reprovatòries de la seva conducta, rebutjades per la majoria governamental, que el va mantenir en el càrrec fins a la formació d'un nou gabinet de Manuel Ruiz Zorrilla al juny de 1872.<.
Va ser també director dels periòdics liberals L'Europa, que va iniciar la seva publicació el 12 d'octubre de 1851 i va ser prohibit pel Govern moderat el 28 del mateix mes, El Bien Público, editat a Madrid de l' d'abril de 1863 al 16 d'abril de 1864, i el sagastí La Iberia, càrrec que ocupava al març de 1877 quan el ministeri fiscal va presentar contra ell denuncia criminal per calúmnia per un article publicat al diari el 10 de març, en què es criticava als tribunals d'impremta, acusant els seus jutges d'actuar amb passió política i fer inútil a la premsa d'oposició l'exercici de la defensa. La sentència, dictada en primera instància el 27 d'octubre, quan ja havia deixat la direcció del periòdic, el condemnava a una pena d'un any, vuit mesos i vint-i-tres dies de presó correccional més el pagament d'una multa de set-centes cinquanta pessetes, amb costes. Fou recorreguda davant l'audiència, la condemna va ser revocada per sentència del 22 d'abril de 1878, en no trobar provada la voluntat de calumniar i absolia al demandat.
En el moment de la seva defunció era conseller d'Estat, casat amb Ana Maurín i no tenia fills. El diari La Iberia, en donar compte de la seva defunció, afirmava que «havia estat un dels nostres periodistes més constants en les seves idees polítiques, correcte, enèrgic i de gran sentit polític».